# أولاد ايعيش الشواكر (سيدي شيكر)
أولاد ايعيش الشواكر هي إحدى مشيخات المملكة المغربية، تتبع جغرافيا لإقليم اليوسفية وإداريًا لسيدي شيكر. يقدر عدد سكانها بـ 10210 نسمة حسب الإحصاء الرسمي للسكان والسكنى لسنة 2004.